# Emanuele Caniggia
Emanuele Caniggia (Roma, 2 giugno 1891 – Roma, 20 febbraio 1986) è stato un architetto italiano.

## Biografia
Si è diplomato nella sezione architettura dell'Istituto di belle arti di Roma nel 1912 e si è laureato nel 1924 alla Scuola superiore di architettura.
Da studente collabora con l'ingegnere Aristide Leonori nei progetti del campanile del santuario di Pompei e della chiesa di santa Croce nel quartiere Flaminio di Roma. Partecipa a vari concorsi e vince quello per il monumento ai caduti di Velletri (1922). Specialista dell'edilizia ospedaliera nel 1927 ha progettato e diretto i lavori dell'ospedale civile di Ragusa, tra il 1928 e il 1929 ha progettato e diretto i lavori dell'ospedale San Camillo di Roma (allora del Littorio); fra il 1958 e il 1965, si è dedicato, con il figlio Gianfranco, all'ampliamento e alla ricostruzione dell'ospedale di Isola Liri.
Si è dedicato anche all'edilizia residenziale: complesso edilizio in piazza del Mercato a Terni (1953-56), edifici per abitazioni a Subiaco (1955-65), case di abitazione in via Santa Croce in Gerusalemme a Roma (1956-58), alloggi signorili in via Trinità dei Pellegrini a Roma (1957), alloggi INCIS in via Pisana a Firenze (1960-61), edificio condominiale in largo San Martino a Velletri (1962-63).
Nel 1963 progetta le scuole elementari di Aquino e di Isola Liri.